# Hartapu
Hartapu, Tarhuntasszasz nagykirálya kizárólag saját, luvi nyelvű hieroglif felirataiból ismert. Ezekben a feliratokban nagykirályként címzi saját magát.
A burunkayai felirat: „(Ezen) a helyen Hartapu Nagykirály, akit szeret a Viharisten, Murszilisz Nagykirály [fia], a H[ős], aki lesújt (...)”.
A karadaği feliratokon ez áll: (1) „Ezen a helyen az égi Viharistennek, az isteni nagy hegy [és] minden isten, én a Nap, a Nagy Király, Hartapu (...?), aki minden országban elfoglalta (...?) az égi Viharisten és minden isten...” (2) „Nagy király, Hartapu”.
A kızıldaği feliratok szerint: (1) „... nagy király, Hartapu...” (2) „Szeretett(?) a Viharisten, én, a Nap, nagy király, Hartapu, Murszilisz nagy király fia, a Hős építette ezt a várost” (3) „Murszi[lisz], nagy király, Hős...” (4) „[Én] a Nap, nagy király, Hartapu, a Hős, fia a szeretett Viharistennek, Murszilisz, nagy király, a Hős, az a jóság (...) az ég Viharistene (és) minden isten, (ő), aki elfoglalt minden országot (és) meghódította Másza országát örökre. Minden területen [...] a nagy király volt az égi Viharisten (javára).”
Származása, uralkodása és sorsa gyakorlatilag ismeretlen, csak néhány feltevés adódik a kor politikai viszonyainak vizsgálata után. Hartaput egy lehetőségként III. Murszilisz – egyébként ismeretlen nevű – fiával azonosítják, általában a burunkayai és kızıldaği feliratok alapján, bár a burunkayain említett Murszilisz nem azonosítható egyértelműen. Korábbi vélemény szerint viszont Kuruntijasz fia vagy unokája. A Hettita Birodalom III. Hattuszilisz bomlasztó tevékenysége révén alig néhány évtized alatt megroppant. III. Tudhalijasz (a trónbitorló Hattuszilisz fia, II. Murszilisz unokája) kénytelen volt tudomásul venni és feltétel nélkül elismerni a tróntól megfosztott unokabátyja, III. Murszilisz utódaként Tarhuntasszaszban uralkodó másik unokatestvére, Kuruntijasz hatalmát. Ezzel gyakorlatilag kettészakadt az ország. Feltételezik ugyan, hogy Kuruntijasz egyesítette Anatóliát, a fejleményekbe azonban jobban beleillik az a változat, hogy csak megtámadta és kifosztotta Hattuszaszt, de nem buktatta meg végleg III. Tudhalijaszt. Az unokatestvérek háborújában létrejött egy kétpólusú hatalmi rendszer.
Kuruntijasz ismeretlen időpontban halt meg, azonban követte őt Tarhuntasszaszban egy Hartapu nevű férfi, aki szintén Nagykirálynak címezte magát, miközben Hattuszaszban már III. Tudhalijasz fiai, III. Arnuvandasz és II. Szuppiluliumasz uralkodtak. Ha Hartapu valóban III. Murszilisz fia volt, akkor az a furcsa helyzet állt elő, hogy a törvényes uralkodói ág alakított önálló államot Tarhuntasszaszban, miközben Hattuszaszban trónbitorlók voltak hatalmon.
A hatalmi harcot végül a trónbitorló ág nyerte meg, II. Szuppiluliumasz valószínűleg egyesítette Hattit. Ugyanakkor a Hettita Birodalom romjain létrejövő egyik újhettita királyság, Tabaal nagykirályai I. Tuvatisztól kezdve az ő leszármazottainak tartották magukat.
Előkerült még egy töredékes sztélé 2019-ben, amit az i. e. 8. századra datálnak.